# Доугун
Доугун (упр.кит.:斗拱; пиньинь: Dougong) — система подкровельных кронштейнов, используемая в традиционной китайской архитектуре.  
По форме кронштейн напоминает дугообразное корыто ( 拱 «гун»), которое поддерживает  деревянный брусок ( 斗 «доу») на каждой стороне.  Эта консольная капитель переходящая в карниз закрепленная ярус за ярусом  позволяет выдержать тяжесть крыши. Вследствие иерархических ограничений в феодальном обществе подобную конструкцию можно встретить лишь во дворцовых и храмовых залах. По количеству ярусов кронштейнов можно определить статус здания.   Конструкция «доугун» устойчива к землетрясениям.